# Anisodes collusa
Anisodes collusa là một loài bướm đêm trong họ Geometridae.